# Lauterbach (ruisseau)
Pour les articles homonymes, voir Lauterbach.
Le Lauterbach, également appelé ruisseau de la Lauter, est un ruisseau français et allemand dans le département de la Moselle en France et dans le land de Sarre en Allemagne. Prenant source en région Grand Est, il traverse du sud au nord la région naturelle du Warndt, qui forme une vaste boutonnière s’ouvrant sur la vallée de la Sarre en Allemagne. C'est un affluent gauche de la Rosselle, donc un sous-affluent du Rhin par la Sarre et la Moselle. Le ruisseau a donné son nom à la localité autrefois indépendante de Lauterbach (Sarre), aujourd'hui réunie à la ville de Völklingen ainsi qu’à la revue du cercle d’histoire de L’Hôpital-Carling qui se nomme Entre Lauter & Merle. Le village de Geislautern qui est rattaché à Völklingen, doit également son nom au ruisseau (en allemand Bach) de la Lauter.

## Étymologie
- Pour le ruisseau Lauterbach: der Luderbach (1543) ; der Lauterbach (1705) ; le Loutrebach (1797) ; Lauterbach (1815).
- Pour la localité de Lauterbach: Loderrbach (1490) ; Hof Luderbach (1543) ; Lauterbach (1708) ; Meyerei Lauterbach (1756) ; Loutrebach (1797) ; Lauterbach (1815).

## Géographie
De 2,1 km de longueur en France et de 11,2 km de longueur

en Allemagne jusqu'à sa confluence avec la Rosselle, le Lauterbach prend ses sources dans les prairies situées le long de la forêt de Saint-Avold (une des forêts domaniales de Saint-Avold), à Diesen, à 260 m d'altitude, à côté de la centrale thermique Émile-Huchet et de la voie de contournement formée par la Route nationale 33 (France), située à l’ouest de Carling dans le département de la Moselle. Ses sources sont formées de petites mares et de marécages. Certaines sources ayant été asséchées par les travaux d'exploitation minière et les prélèvements de la centrale thermique Émile-Huchet, le débit est actuellement assuré par les eaux pluviales des localités avoisinantes (Carling, L'Hôpital (Moselle), ainsi que par les quartiers de Lauterbach, de Ludweiler et de Geislautern qui font partie de la ville de Völklingen) et par l’apport de ses nombreux affluents. L'on peut noter également l'apport des eaux usées des localités traversées (dont la station d’épuration de Carling qui se situe au niveau de la frontière franco-allemande).
À Carling, le petit cours d’eau est canalisé et son parcours reste souterrain sous la plus grande partie du centre-ville.
La confluence en rive gauche de la Rosselle s'effectue sur la commune de Völklingen, à 207 m d'atitude dans le quartier fortement urbanisé de Geislautern.

## Communes, cantons, pays traversés
- Dans le seul département de la Moselle en France, le Lauterbach traverse sur 2,1 km de longueur les deux communes[1] (Diesen ; Carling) qui font partie du Canton de Saint-Avold dans l'arrondissement de Forbach..

Dans le sens amont vers aval : Diesen (sources), Carling (frontière franco-allemande). Les lieux-dits des sources se nomment Binsenwiesenstuecke et Wiesenstuecke.
- Dans le land de Sarre en Allemagne, le Lauterbach coule et conflue avec la Rosselle dans la commune de Völklingen. Il passe par les quartiers de Lauterbach, Ludweiler et Geislautern. La ville de Völklingen fait partie du district de Sarrebruck. De la frontière franco-allemande à sa confluence, le Lauterbach coule sur une distance de 11,2 km de longueur[2].

## Affluents
Le Lauterbach a des affluents référencés (parmi les principaux on note : le Meisenberbach ; le Mühlenberbach, le Lauterbacher Fischbach ; le Scheidenschlagbach ; le Mühlenfeldbach ; le Krämerbach. Son rang de Strahler est de deux.
Côté français, l'on peut signaler deux anciens affluents, un petit ruisseau aujourd’hui asséché dont la source ferrugineuse naissait sous l'actuel quartier de L'Hôpital Bois-Richard et qui n’avait pas de nom. Le second affluent, également sans nom, était constitué par un petit ruisselet actuellement asséché qui trouvait sa source à hauteur de la rue de l’Hôpital (quartier Ziegelstuecker) et coulait le long d’une partie de la rue du Stade à Carling, formant partiellement limite entre Carling et L’Hôpital. Ces deux affluents se réunissaient et formaient un marécage se versant dans un étang (disparu) nommé Flachsweyer (ce qui signifie étang du lin),, établi sur le Lauterbach à hauteur de l’actuel terrain sportif de la ville de Carling.

## Hydrologie
Le régime du Lauterbach est essentiellement pluvial et stabilisé par la remontée des eaux souterraines de la nappe phréatique par pression artésienne. L’implantation de nombreux captages d’eau a considérablement abaissé la nappe et a contribué à assécher sa vallée et à la disparition quasi complète de ses anciens étangs. S’y ajoutait l’apport historique des eaux d’exhaure de l’ancien puits Saint-Max (siège de l’exploitation minière de Carling) aujourd’hui fermé et les eaux usées de l’ancien bassin de décantation (disparu) de la centrale thermique Émile-Huchet à l’origine d’une importante catastrophe en 1978.
Le Lauterbach est un ruisseau moyennement abondant présentant des fluctuations saisonnières de débit peu marquées. Les hautes eaux se déroulent en saison hivernale et au printemps. L'on peut noter quelques rares épisodes de crues.

## Géologie
Le Lauterbach prend ses sources dans les terrains siliceux du Trias inférieur, dans les alluvions parfois tourbeux formés au sommet des couches du grès vosgien principal (Obererbundsandstein). Sa vallée est constituée d’alluvions formés par la décomposition des couches du même étage gréseux, visibles sous forme de falaises autrefois exploitées sous forme de carrières à hauteur de Ludweiler.
Dans la vallée du Lauterbach on peut noter la présence de dépôts de tourbe dus à la remontée des eaux souterraines sous pression artésienne. Au niveau de sa confluence avec la Rosselle, le Lauterbach traverse les couches affleurantes du Westphalien D (Flammkohle). Ce sont des schistes, des grès gris et des conglomérats, présentant parfois des lentilles de houille.

## Qualité de l'eau
Le grès vosgien est le réservoir naturel d’une eau potable remontant par pression artésienne et recherchée par sondages. Cette eau forme les sources du Lauterbach et de ses affluents. Cette eau d’excellente qualité est actuellement polluée par les usines situées sur la plate-forme industrielle de Carling – Saint-Avold et les rejets de la centrale thermique Émile-Huchet.
Le 12 juillet 1978, à 14h25, une partie de la ville de Carling et la vallée du Lauterbach sont engloutis sous 1,50 mètre d’eau et de boue de cendre provenant de la rupture de la digue du bassin de décantation de la centrale Émile-Huchet qui sera à l'origine de la « marée grise » à Carling. Ce bassin retenait environ 600 000 m3 d’eau chargée de suie provenant des chaudières de la centrale. Une partie de cette digue a cédé, libérant 400 millions de litres d’eau qui ont ravagé et pollué la vallée du Lauterbach.
Le 22 mai 2008, le site industriel de la Cokerie de L'Hôpital-Carling est signalé dans l'Atlas des zones polluées par le PCB (polychlorobiphényles). L'Atlas présente les informations tirées de la base de données BASOL sur les sites et sols pollués, de la base nationale de données BASIAS qui regroupe les inventaires historiques régionaux d’activités industrielles et de services susceptibles d’avoir engendré une pollution de l’environnement et la base de données ARIA du Bureau d’Analyse des Risques et Pollutions Industrielles (BARPI). Les sols du site (qui s’étend sur plus de 50 ha) sont perméables et gréseux et contiennent 20 000 fois plus de benzène que ce qui est autorisé.
Le site étant fortement pollué, l'arrêté préfectoral du 20/06/2011 impose à la société Cokes de Carling SAS :
- la mise en œuvre de mesures nécessaires à la limitation de l’extension de la pollution ;
- la définition d’un programme de surveillance de la pollution.

Le Lauterbach se jette dans la Rosselle. En 2006, l'Agence de l'Eau Rhin-Meuse attribuait à l'eau de la Rosselle, analysée au niveau de Petite-Rosselle, la qualité générale de « mauvaise » (catégorie 3).

## Toponyme
Le Lauterbach a donné son hydronyme au village de Lauterbach et forme une partie du nom du village de Geislautern. Tous deux sont aujourd’hui rattachés à la ville de Völklingen.

## Histoire de la vallée du Lauterbach
Âge de pierre : près des hauteurs du Spazenhübel situées entre Ludweiler et Geislautern, des haches de pierre ont été découvertes. D'autres haches et instruments de pierre ont été découverts dans la Spitteler Straße (rue de L'Hôpital) de Lauterbach.
Époque gallo-romaine : de nombreux vestiges archéologiques ont été trouvés dans la vallée du Lauterbach à Carling (France) et dans les localités de Lauterbach, Ludweiler et Geislautern (Allemagne). Un autel portatif dédié au dieu Cissonius (découvert à Carling), un bas-relief dédié au dieu Mercure (découvert à Lauterbach), une voie romaine (district Weiherdamm de Lauterbach) en sont des exemples significatifs. La vallée du Lauterbach se situe près du passage de l’ancienne grande voie romaine de Metz-Mayence-Worms d'axe ouest-est et d'une seconde voie romaine de moindre importance d'axe sud-nord mais d'origine plus ancienne, correspondant à l'ancienne route celtique qui reliait les gisements salifères lorrains aux populations septentrionales et qui longe sa vallée.
Le 8 juillet 1604, fondation dans la vallée du Lauterbach du village de Ludweiler, par 12 Huguenots français de religion calviniste réfugiés dans le comté de Nassau-Sarrebruck. L'église des Huguenots est construite en 1785 sur la place du Marché (Marktplatz) de Ludweiler.
En 1707, fondation de l’industrie verrière dans la vallée du Lauterbach par des sujets catholiques du comte de Sarrebruck Louis Crato (1697-1713).
En 1789 l'industrie verrière de Lauterbach s'arrête.
En 1815, une partie importante de la vallée du Lauterbach (Lauterbach, Ludweiler, Geislautern et Völklingen) devient prussienne.
En 1825 débute l'exploitation du charbon à Geislautern.
Le 23 janvier 1854 un sondage est effectué dans la vallée du Lauterbach à Carling sous la direction de l'ingénieur des mines André-Eugène Jacquot (1817-1903) qui espère y trouver du charbon. Le 21 juillet 1854 on atteint une couche de charbon à 184 m de profondeur. Le 17 mars 1855, la société décide le fonçage du puits qui sera appelé puits Maximilien ou puits Saint-Max en l'honneur de Maximilien Pougnet propriétaire de la Compagnie houillère de la Moselle Maximilien Pougnet et Cie. Le 15 octobre 1860, le gisement houiller est atteint et les premiers blocs de charbon sont extraits. En 1864, on atteint la profondeur de 335 m. Par suite d'effondrements et de fortes venues d'eau le puits est noyé en 1875. En 1908, le puits Saint-Max est dénoyé et ravalé jusqu'à 600 m pour servir de puits d'aérage et de service aux puits de L'Hôpital. Il prendra alors le nom de puits 8. L'exploitation s'arrête en 1918. En 1963, les bâtiments de l'exploitation ainsi que le chevalement typique du XIXe en bois, sont détruits. Il subsiste de l'exploitation, les bâtiments restaurés de l'ancienne direction.
Le 1er mai 1866, inauguration de la ligne de chemin de fer Béning-lès-Saint-Avold-Carling qui traverse la vallée du Lauterbach avec un pont. On inaugure une gare à Carling. La section de 10,54 km est à voie unique et sert notamment au transport de la houille extraite à Carling au puits Saint-Max. Elle sera complétée le 1er mai 1882 par la section à voie unique Carling-Hargarten de 8,73 km. Les voies seront dédoublées sur toute la ligne entre 1895 et 1898.

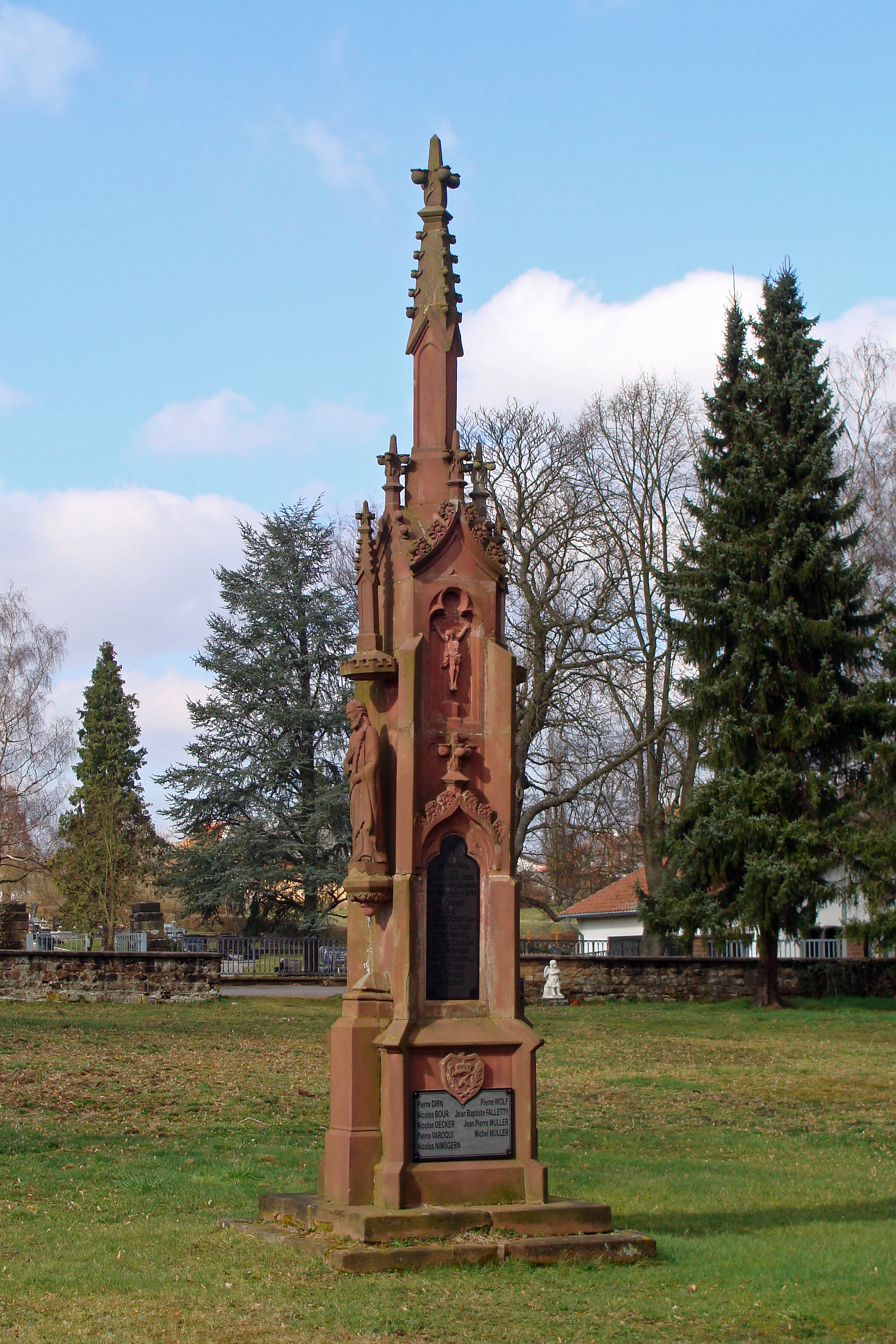
Monument érigé à Lauterbach en mémoire de la catastrophe minière de L'Hôpital (5 juillet 1876).

Le 5 juillet 1876 se produit une importante catastrophe minière à L'Hôpital (Moselle). Une explosion tue 35 mineurs sur le coup. 42 mineurs décèderont dont 26 mineurs originaires de Lauterbach (en Sarre). Il y aura en plus près de 50 blessés. Un monument commémoratif est élevé près de l'église catholique de Lauterbach.
Le 15 octobre 1918 tombe à Carling dans la vallée du Lauterbach un soldat du Commonwealth de nationalité anglaise nommé T.R. Moore, matricule 18141, âgé de 22 ans, du régiment Gloucestershire Regiement. Il est inhumé au cimetière de Carling.
La Seconde Guerre mondiale : en 1930 construction rue de Lauterbach à Carling d’un avant-ouvrage (détruit) de la ligne Maginot. Carling, ville-frontière d’emplacement stratégique, sa gare et la vallée du Lauterbach furent l’objet d’âpres combats durant la Seconde Guerre mondiale. En 1939 les maisons proches de la frontière du village de Lauterbach sont dynamitées par les Allemands. En 1940 destruction de l’ancien moulin du village de Lauterbach qui avait plus de 100 ans d’âge. Carling est libéré le 4 décembre 1944 par la Task force Fickett de la 3e armée américaine conduite par le général George Patton. Il séjourna à Carling pendant l'offensive des Alliés en Lorraine face aux troupes allemandes en Sarre dès décembre 1944. La Task force Fickett était une troupe tenant son nom du colonel Edward M. Fickett, composée de soldats du Vth Rangers et 6tg Cavalry et attribuée en renfort par le général Patton au XXe Corps de la IIIe US Army. Les combats du 4 décembre furent très durs. L'on déplore deux victimes civiles et de nombreux blessés dans la population qui se cache dans les caves et les abris. De nombreux soldats allemands sont tués. Quatorze soldats américains laissent leur vie dans les combats de Carling. Ils seront inhumés au cimetière américain de Saint-Avold.
Le 23 octobre 1955 a lieu un référendum qui rejette les Accords de Paris. La Sarre qui était française et certains villages et villes de la vallée du Lauterbach qui en font partie (Lauterbach, Ludweiler, Geislautern, Völklingen), réintègrent en 1957 la République fédérale d'Allemagne.
En 1969, le chancelier fédéral allemand Willy Brandt (1913-1992) se rend en visite dans le village de Lauterbach (Sarre).
Le 17 octobre 1969, un camion citerne chargé de résidus de goudron se couche devant l'école primaire de Carling. Un barrage de paille est établi sur le ruisseau du Lauterbach pour réduire les risques de pollution. Durant trois jours, les sapeurs-pompiers assureront le transvasement des résidus, la surveillance et le nettoyage des lieux sous les ordres du chef de corps Fernand Scherr.
Le 12 juillet 1978, à 14h25, une partie de la ville et la vallée du Lauterbach sont engloutis sous 1,50 mètre d’eau et de boue de cendre provenant de la rupture de la digue du bassin de décantation de la centrale Émile-Huchet qui sera à l'origine de la « marée grise » à Carling et dans la vallée du Lauterbach. Il y aura un mort et des blessés. En quelques minutes, vers 14h30, une partie de la ville de Carling a été engloutie sous 1,50 mètre d’eau et de boue de cendre provenant de la rupture de la digue du bassin de décantation de la centrale Émile-Huchet. Ce bassin retient environ 600 000 m3 de schlam qui reçoivent normalement les suies de la centrale. La digue du bassin de décantation de la centrale Émile-Huchet retient environ 600 000 m3 d’eau chargée de suie provenant des chaudières de la centrale. Une partie de cette digue a cédé, libérant 400 millions de litres d’eau qui ont ravagé tout d’abord une voie ferrée des HBL avant de se répandre dans tout le centre de la ville de Carling avant de toucher les localités de Lauterbach et Ludweiler en Allemagne. Les habitants ont vu une eau boueuse se répandre dans les rues. Quelques minutes plus tard, l’eau atteignait déjà 1,50 m, fauchant tout sur son passage. Des voitures ont été emportées sur plusieurs dizaines de mètres, des maisons ont été noyées jusqu’au premier étage, certaines portes de maisons se sont ouvertes sous la pression et l’eau a ravagé les meubles, les entraînant à travers les pièces. La marée grise a fait un mort et un blessé. Une personne de 79 ans a été surprise dans la cave de sa maison de Carling au moment de la montée des eaux. En raison de son grand âge et de la poussée des eaux qui l’ont empêché d’ouvrir la porte, le malheureux octogénaire est mort noyé. Les secours sont arrivés sur place rapidement. Le plan Orsec a été déclenché par le préfet. Les pompiers de Metz, de Creutzwald, de Sarreguemines, de Saint-Avold et de Carling sous les ordres du Lieutenant François Sauder, les gendarmes, la police, les militaires du 2e Génie, étaient présents pour organiser le sauvetage des sinistrés pendant quinze jours. Le contingent de militaires du génie a été réquisitionné pendant un mois pour dégager les routes et pour évacuer le plus gros du schlam des maisons. En France, 48 maisons ont été envahies par les eaux et près de 300 personnes sinistrées. Le raz-de-marée a également touché deux villages proches, en Sarre, Lauterbach et Ludweiler.
Le 19 juin 1994, inauguration du Sentier ou Chemin des Huguenots/Hugenottenweg, chemin de randonnée transfrontalier franco-allemand qui passe par une partie de la vallée verdoyante du Lauterbach.

## Patrimoine - Curiosités - Tourisme

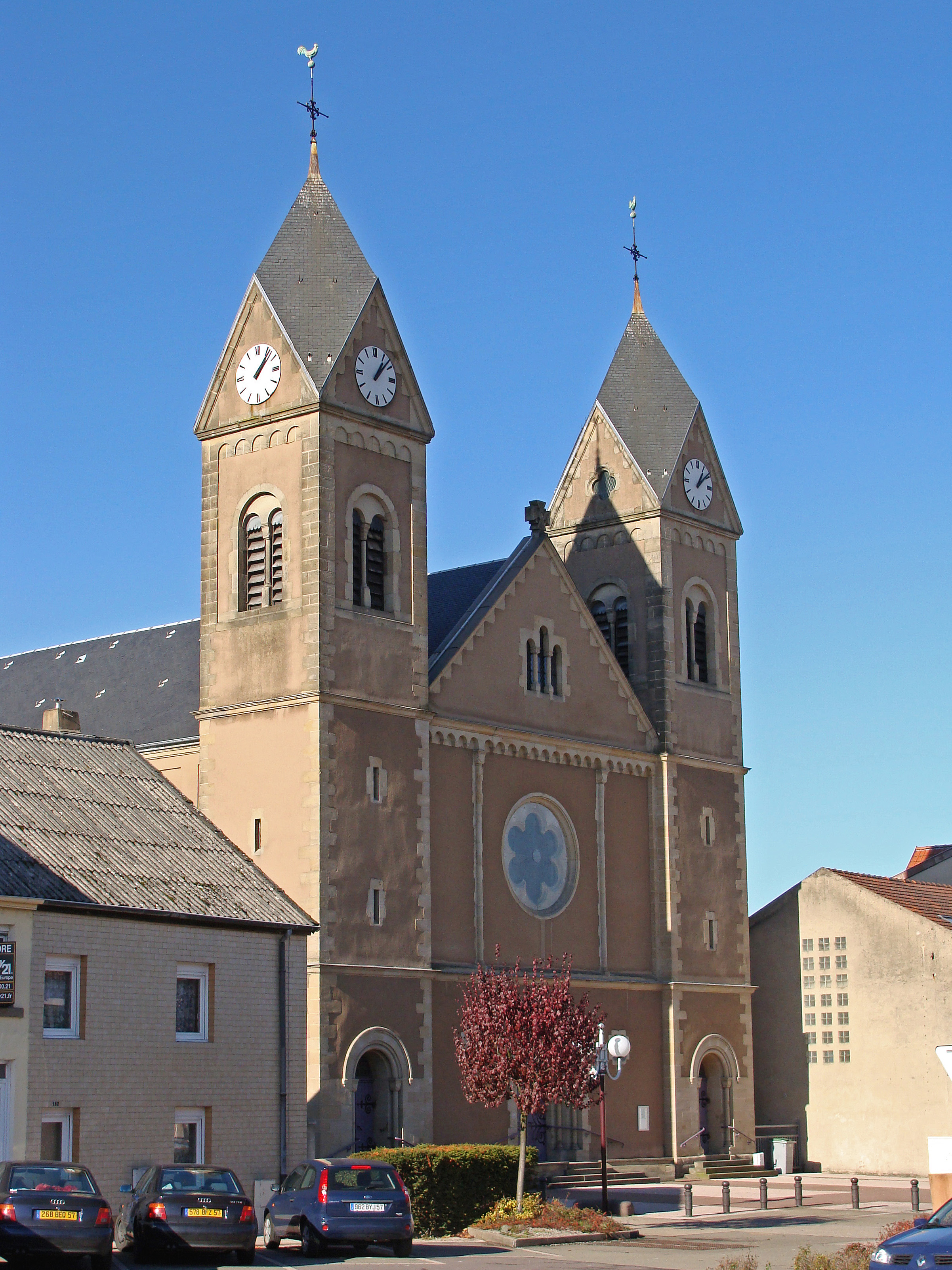
L'église de Carling

Tout au long de la vallée du Lauterbach l'on peut noter plusieurs curiosités :
- Proche des sources du Lauterbach, la centrale thermique au charbon (schlamm) et gaz naturel Émile-Huchet, appartenant au groupe de la société nationale d'électricité et de thermique (SNET), une entreprise française productrice d'électricité, héritière des centrales thermiques des Charbonnages de France. Les premières tranches ont été construites en 1948[16]. Les groupes 1 et 2 ont été arrêtés en 1983. En février et en mars 1991, l'on dynamite les tours des réfrigérants des groupes 1 et 2 (85 mètres de haut et 57 mètres de diamètre)[17]. Depuis septembre 2004, le contrôle de la société est passé entre les mains d'Endesa, premier producteur d'électricité en Espagne, qui s'assure ainsi un accès au marché français. En juin 2008, la SNET est vendue au groupe Allemand E.O.N. La SNET évolue en construisant des cycles combinés gaz, dont les 2 premiers en France de 400MW chacun sur le site de la centrale Émile-Huchet de Saint-Avold / Carling. Le site couvre 110 hectares d'installations.
- La rue Principale de Carling a conservé la forme typique et caractéristique d’un « village-rue » lorrain, malgré le développement fortement industrialisé de la localité.
- L’église catholique Saint-Gérard Majella, rue Principale à Carling, de style néo-roman ottonien, construite de 1906 à 1908 sous la direction de l’architecte Klein. La première pierre fut posée et bénie le 4 juin 1906 par le curé Löwenbruck de L'Hôpital avec le concours du curé Schont de Bambiderstroff, ancien curé de L'Hôpital. Les travaux s'achèvent en 1908. À l’intérieur, un impressionnant baldaquin sculpté en bois est placé dans le chœur de l’édifice et surmonte l’autel principal. Carling fait partie de la Route des crèches. À cette occasion, l’église est ouverte à la visite à certaines dates en période hivernale[18]. Devant l’église, à côté du monument aux morts, la stèle des combattants du Warndt morts pour la France (1939-1940).
- L’ancien site minier du puits Saint-Max appelé aussi plus tard « puits 8 » et les vestiges de l’ancien terril de l’exploitation appelé « le Parc ». Le puits Saint-Max peut être considéré comme étant le premier siège mis en exploitation dans le Bassin Houiller de Lorraine. Son chevalement a été détruit mais les bâtiments de l’ancienne direction restent visibles. L'un des bâtiments sert actuellement d'Hôtel de Ville à la ville de Carling.
- Proche du Lauterbach, l'ancienne gare (disparue) de Carling. De style impérial allemand, elle a été construite sur la ligne ferroviaire Béning-Hargarten. La voie de chemin de fer est toujours en activité et traverse la vallée.

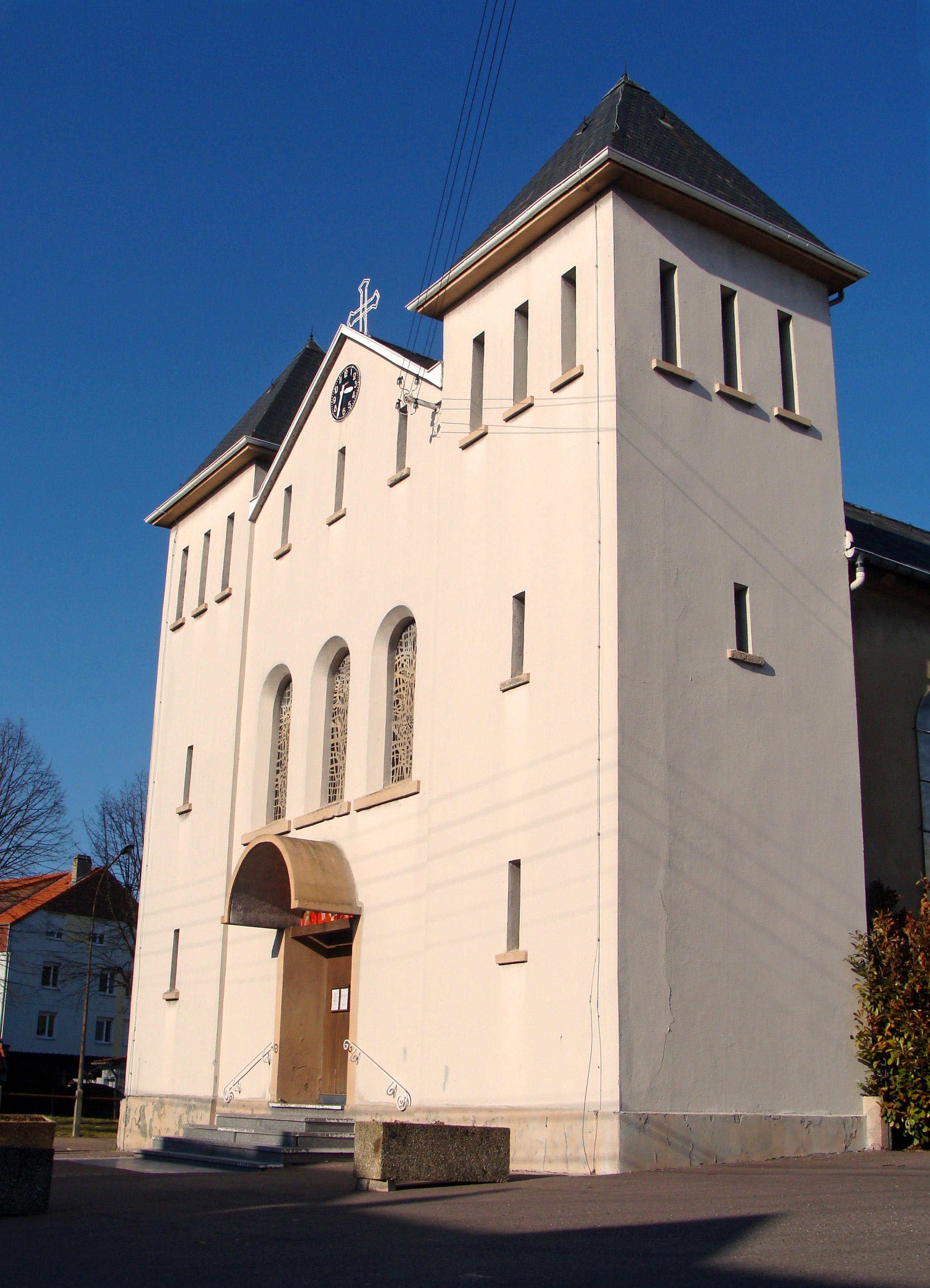
L'église de Bois-Richard (L'Hôpital)

- La cité minière Bois-Richard (sur le ban de la commune de L’Hôpital) qui surplombe la vallée du Lauterbach. Appelée d'abord Richardsdorf ce qui signifie village de Richard (du nom de François-Marie-Claude Richard de Hautesierck (1712-1789), baron d'Überherrn, seigneur de Carling et de Bois-Richard), sa fondation date de 1901. La cité pris le nom d’Aspenhübel qui signifie colline des Trembles en 1902. On y réunit l'ancien hameau de Richardswald (bois de Richard) construit en 1894 et communément appelé Türkenecken (coin des Turcs) et la ferme reconstruite en 1876 de Richardseck (coin de Richard)[19]. L'un des architectes des maisons de la cité ouvrière de Bois-Richard fut l'architecte Gustav Petrich de Metz[20]. Gustav Petrich était l'un des architectes de la grande poste centrale de Metz (1907). La cité se développe. En 1904, elle compte 143 maisons de deux familles et 5 maisons de quatre familles. On y construit la même année un casino de la mine et un magasin d'alimentation. Une église catholique dédiée à Sainte Barbe y est construite en 1913. Elle devient centre d'une paroisse en 1952. En 1972, l'artiste Arthur Schouler de Saint-Avold y a réalisé trois vitraux (deux situés dans la façade avant de l'église sous le clocher, un dans le chœur, à gauche). En 1987, la conception des thèmes des vitraux figuratifs de la nef est confiée à l'artiste Jean-Marie Walaster (le thème en est le cantique des Hébreux jetés dans une fournaise ardente pour avoir refusé d'adorer des idoles et préservés des flammes par le Seigneur). Les dix vitraux de la nef ont été réalisés par l'Atelier 54 de Saint-Nicolas de Port. L'artiste a réalisé lui-même les deux vitraux remarquables se trouvant de part et d'autre de la partie de la nef qui jouxte la tribune de la chorale. Le maître-autel où ont été déposées les reliques des martyrs Saint Florent, Saint Valentin et Saint Fidèle fut consacré le 7 octobre 1973. L’orgue a été acheté la même année. Une chapelle orthodoxe (démolie) a existé dans la cité Bois-Richard peu après la Seconde Guerre mondiale. Le roi Pierre II de Yougoslavie (1923-1970) vint s'y recueillir lors de son séjour à L'Hôpital.

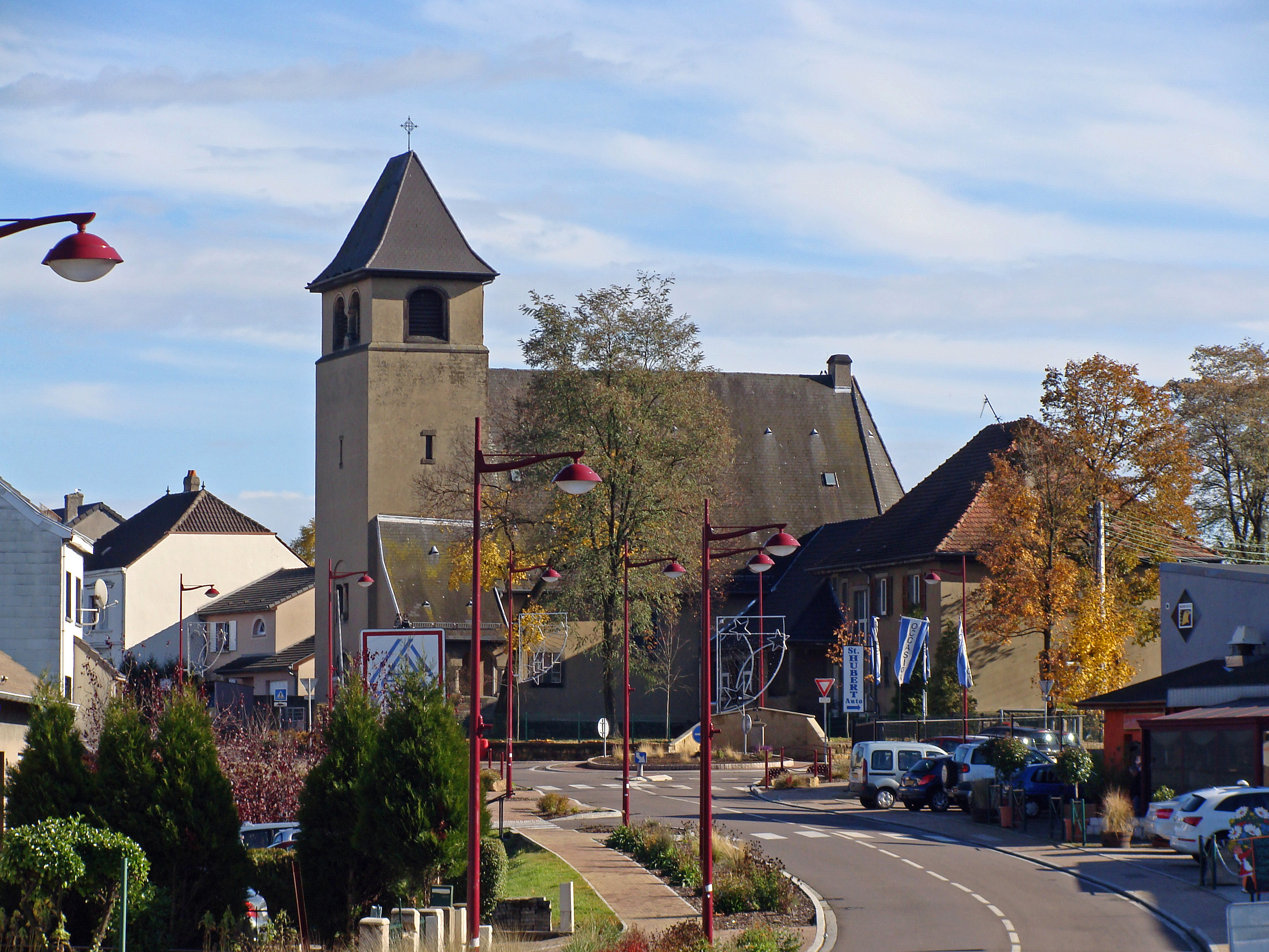
L'église luthérienne de L'Hôpital

- L'église luthérienne de la Confession d'Augsbourg d'Alsace et de Lorraine, rue de Carling à L'Hôpital (Moselle). Inaugurée le 24/12/1919, architecte Herman (de Berlin), construite en style des Märkischenkirchen (églises du pays du Brandebourg), orgue personnel du pasteur Albert Schweitzer (inauguration de l'orgue restauré le 6 mars 1994 en présence de nombreuses personnalités dont le professeur François Isch (1918-2004), ancien doyen de la Faculté de Médecine de Strasbourg de 1969 à 1976 et président de l'Association française des Amis d'Albert Schweitzer, ainsi que du pasteur Albert Frey (1924-2012) filleul d'Albert Schweitzer). Le presbytère protestant construit dans le même style est situé rue de la Croix à L’Hôpital et a été restauré en 2013.

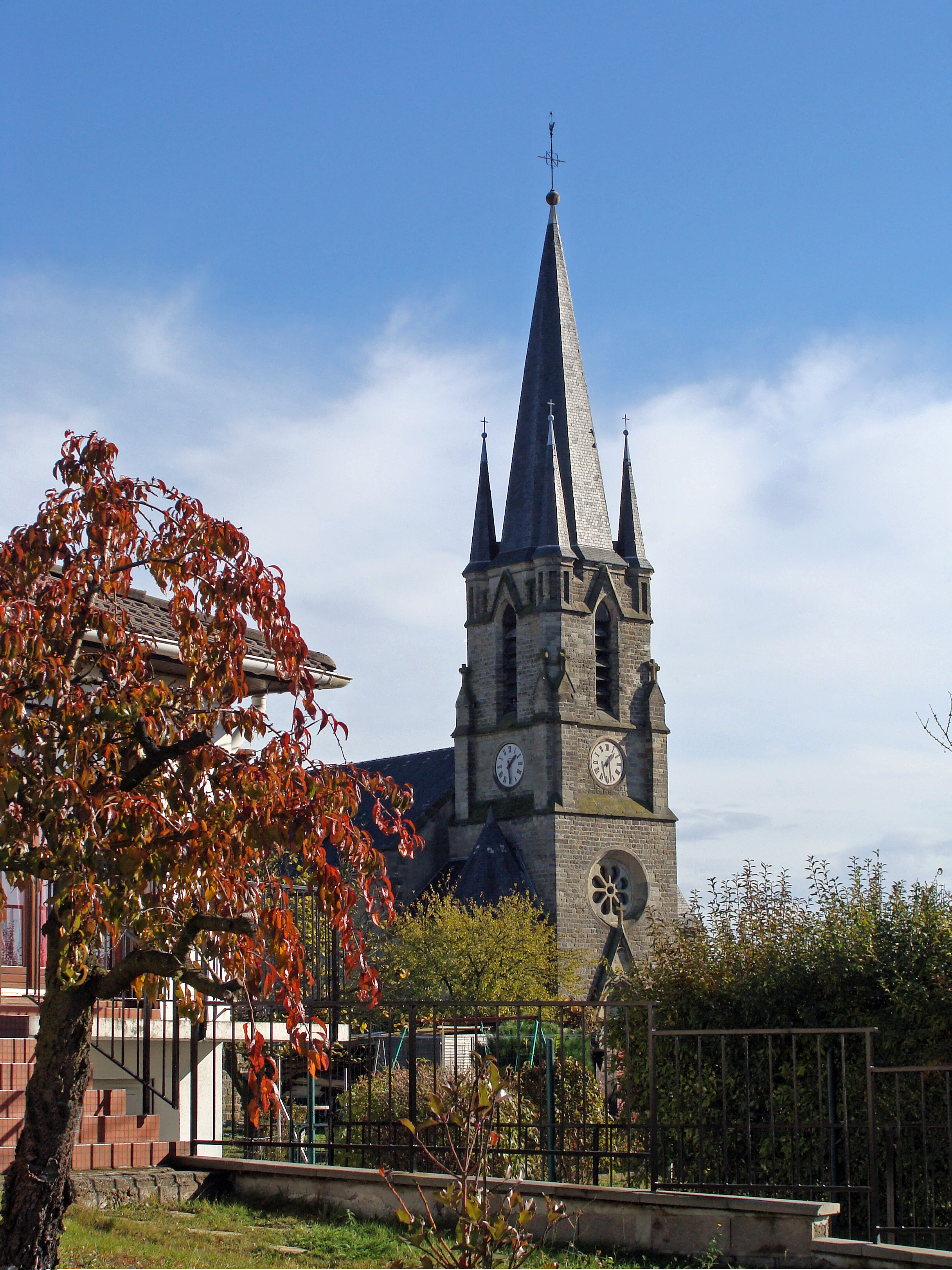
L'église Saint-Nicolas de L'Hôpital

- L'église Saint-Nicolas de L'Hôpital, est un édifice religieux dédié à Saint Nicolas de Myre, qui a été élevé du XIIIe siècle au XIXe siècle sur un coteau proche de L'Hôpital (Moselle). La nef date de 1764. Orgue monumental de 1874 construit par Muller (facteur d’orgues à Rehlingen en Sarre), agrandi en 1882 par Krempf et Verschneider et restauré en 1938 par Haerpfer et Ermann.

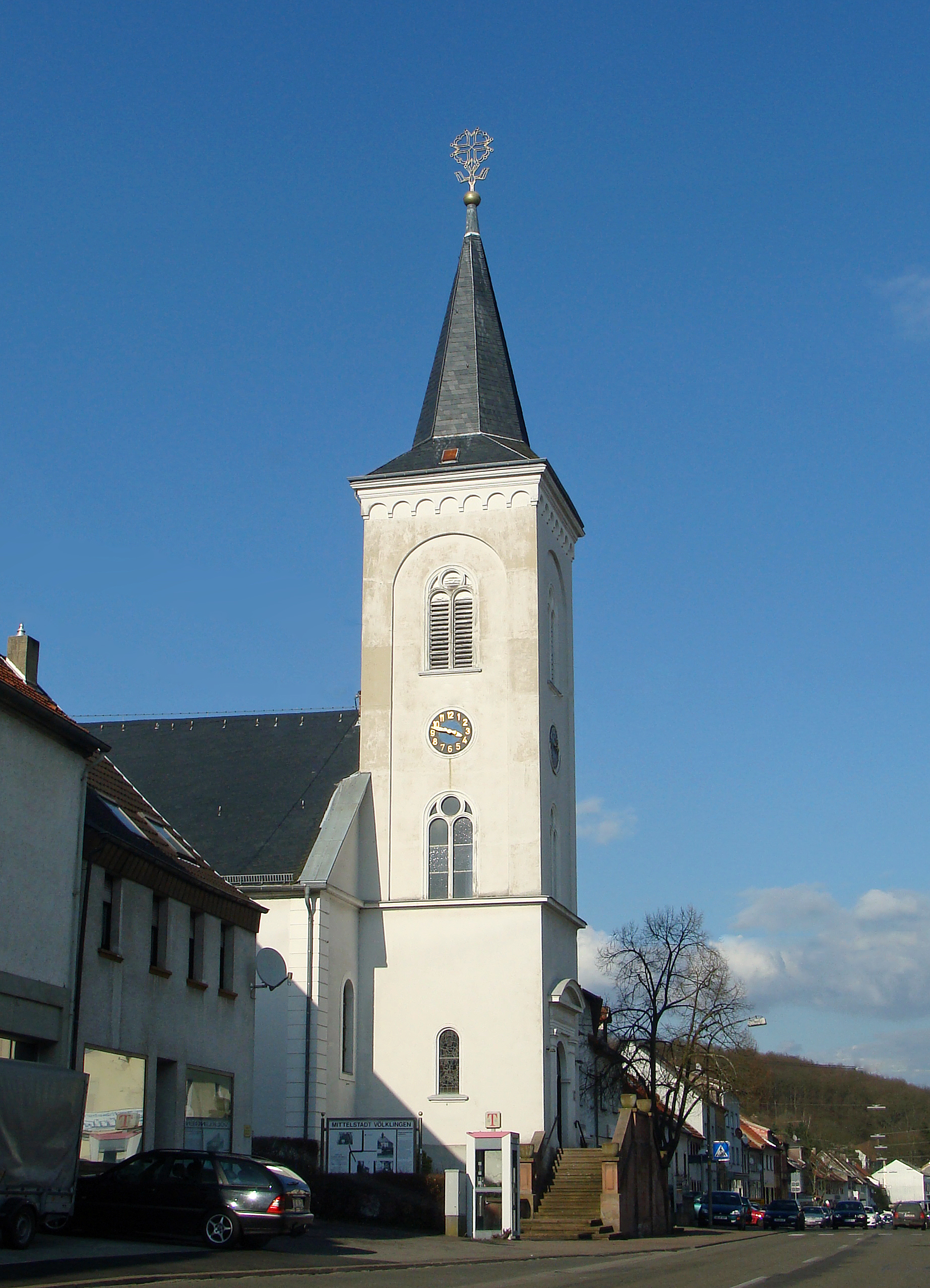
Église des Huguenots de Ludweiler

- Dans la vallée du Lauterbach passe le Sentier ou Chemin des Huguenots/Hugenottenweg. Ce sentier de randonnée reprend le chemin que devaient suivre de 1685 à 1787 les Huguenots en provenance de Courcelles-Chaussy pour se rendre au temple de Ludweiler en Sarre pour suivre le culte réformé et recevoir le baptême lors des persécutions religieuses touchant les protestants. Beaucoup de Huguenots français avaient alors trouvé refuge en Sarre et notamment à Ludweiler, village protestant fondé en 1604 par des calvinistes lorrains[21]. L'exercice du culte réformé était alors après la révocation de l'Édit de Nantes, interdit en France. La « marche des Huguenots » a été inaugurée le 19 juin 1994 par les Mosellans et les Sarrois. Elle s’étale sur 48 km et traverse une région légèrement vallonnée au nord-est de la Moselle. Le balisage est représenté par des croix huguenotes bleues sur fond blanc en plus de panneaux d’informations installés à tous les carrefours importants : Courcelles-Chaussy, Boucheporn, Kleindal, Ambach, dans la forêt proche de Carling, à Creutzwald, à la frontière franco-allemande et à l'étang du Warndtweiher (en Sarre). L'itinéraire débute à Courcelles-Chaussy et prend fin à l'église évangélique de Ludweiler . Une variante intègre une halte au temple protestant situé rue de Carling à L'Hôpital[22]. Sur le perron en grès de l'église évangélique de Ludweiler sont gravées l'inscription « Résistez » (en français) ainsi que la croix huguenote. Une « marche des Huguenots » a traditionnellement lieu durant le mois de septembre au départ de la place de Condé à Creutzwald, en direction de Lauterbach[23]. Le sentier des Huguenots fait partie du circuit culturel de la grande région Sarre-Lorraine-Luxembourg. Dans les forêts traversées par le sentier, entre Carling, Saint-Avold, L'Hôpital, Diesen, Creutzwald et Lauterbach, diverses bornes anciennes. L'une d'entre elles est une borne d'origine romaine. Une borne frontière portant fleur de lys établie par le baron François-Marie-Claude Richard de Hautesierck (1713-1789) près de la cité Bois-Richard de L'Hôpital (Moselle) qui porte son nom, a été déplacée et se trouve actuellement placée près de l'église Sankt Paulinus, au centre du village de Lauterbach (Sarre).

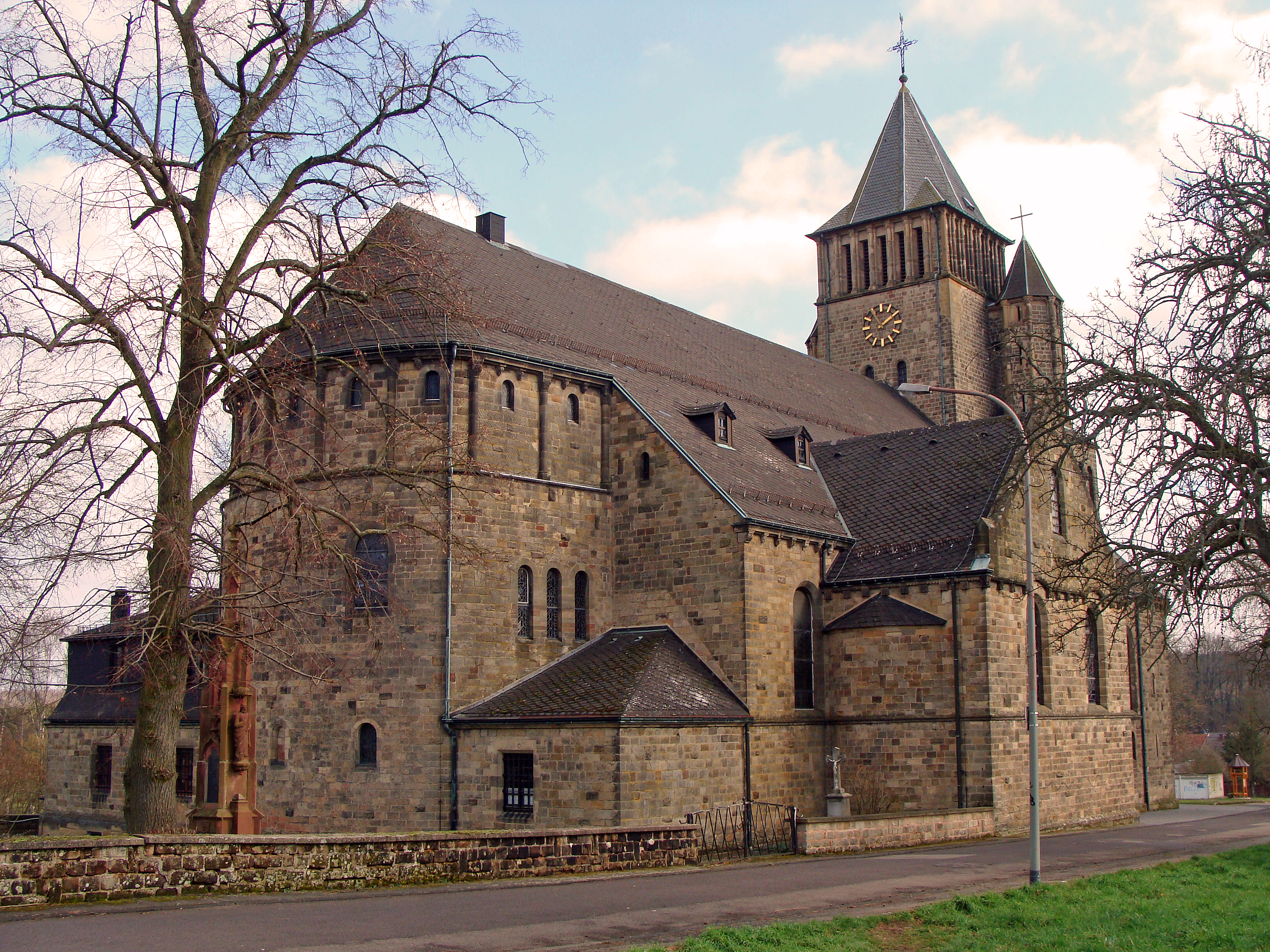
L'église Sankt-Paulinus de Lauterbach

- Près de l’église catholique néo-romane de Lauterbach Sankt-Paulinus (reconstruite en 1911), se trouve le monument en pierre érigé en mémoire des victimes de la catastrophe minière de L’Hôpital du 5 juillet 1876 survenue au puits Reumaux. 26 habitants du village de Lauterbach y laissèrent leur vie[24]. À l'intérieur de l'église se trouvent de grandes orgues datant de 1931 présentant 2500 tuyaux et 38 registres et deux autels latéraux baroques en provenance de l'ancienne église. Au centre de l’ancien village, se situe un calvaire datant de 1785[25].
- Dans la forêt de Lauterbach (par la sortie de la Köhlerstraße) le long de la L 277, avant le chemin de la Mühlenschneide, un important monument en grès en forme de prisme. Il porte sur sa partie avant la sculpture d'une croix entourée de deux sabots. L'origine du monument est liée à diverses légendes.
- Le musée de Ludweiler: le Warndt-Heimatmuseum et Heimatkundlicher Verein Warndt (Am Bürgermeisteramt 5, 66333 Völklingen).
- Le Schlossberg de la vallée du Lauterbach. Maison fortfiée sur ancienne butte castrale.
- Quelques étangs : le petit étang du Dellwieserweg (près de Lauterbach) ; le Warndtweiher (près de Lauterbach) ; le Rehbruchweiher (à Ludweiler).

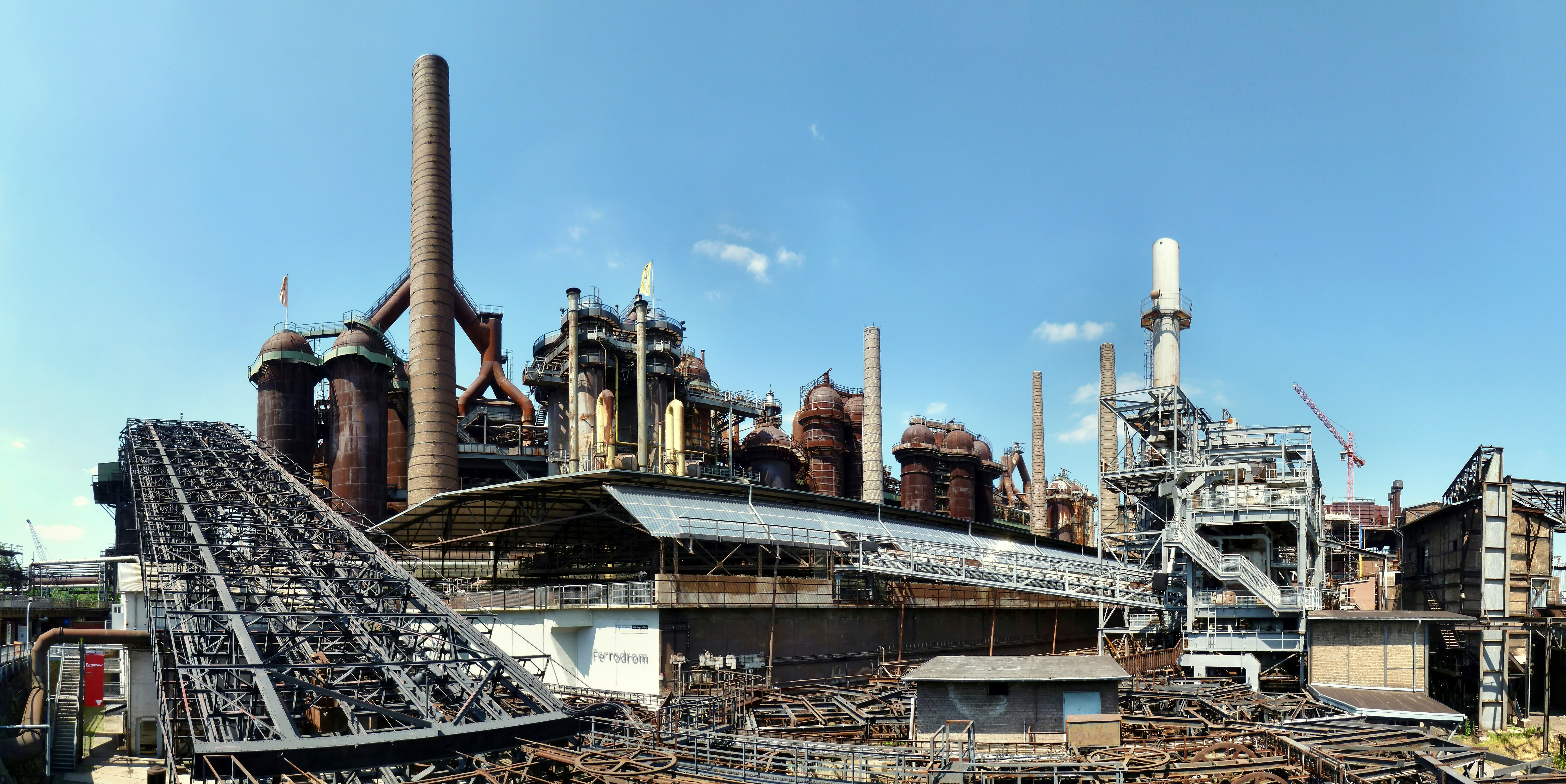
L'usine sidérurgique de Völklingen

- Proche de la confluence d’avec la Rosselle et de l’autre-côté de la Sarre se trouve à Völklingen l'usine sidérurgique de Völklingen, la Völklinger Hütte, classée au Patrimoine Culturel Mondial. Elle a été fondée en 1873. Le site de Völklingen fait partie de la Route européenne du patrimoine industriel (en anglais : European Route of Industrial Heritage, abrégé en ERIH).